# Municipio de Royal (Kansas)
El municipio de Royal (en inglés: Royal Township) es un municipio ubicado en el condado de Ford en el estado estadounidense de Kansas. En el año 2010 tenía una población de 207 habitantes y una densidad poblacional de 1,11 personas por km².

## Geografía
El municipio de Royal se encuentra ubicado en las coordenadas 37°52′37″N 100°7′5″O / 37.87694, -100.11806. Según la Oficina del Censo de los Estados Unidos, el municipio tiene una superficie total de 185.69 km², de la cual 185,58 km² corresponden a tierra firme y (0,06 %) 0,11 km² es agua.

## Demografía
Según el censo de 2010, había 207 personas residiendo en el municipio de Royal. La densidad de población era de 1,11 hab./km². De los 207 habitantes, el municipio de Royal estaba compuesto por el 96,62 % blancos, el 2,9 % eran de otras razas y el 0,48 % eran de una mezcla de razas. Del total de la población el 6,28 % eran hispanos o latinos de cualquier raza.